# 薩爾蘭邦旗
薩爾蘭邦旗以德國國旗為底色，中央加上了薩爾蘭邦的邦徽。這面旗幟於1957年開始使用。